# Avicennia officinalis
Avicennia officinalis es una especie de manglar perteneciente a la familia Acanthaceae. 

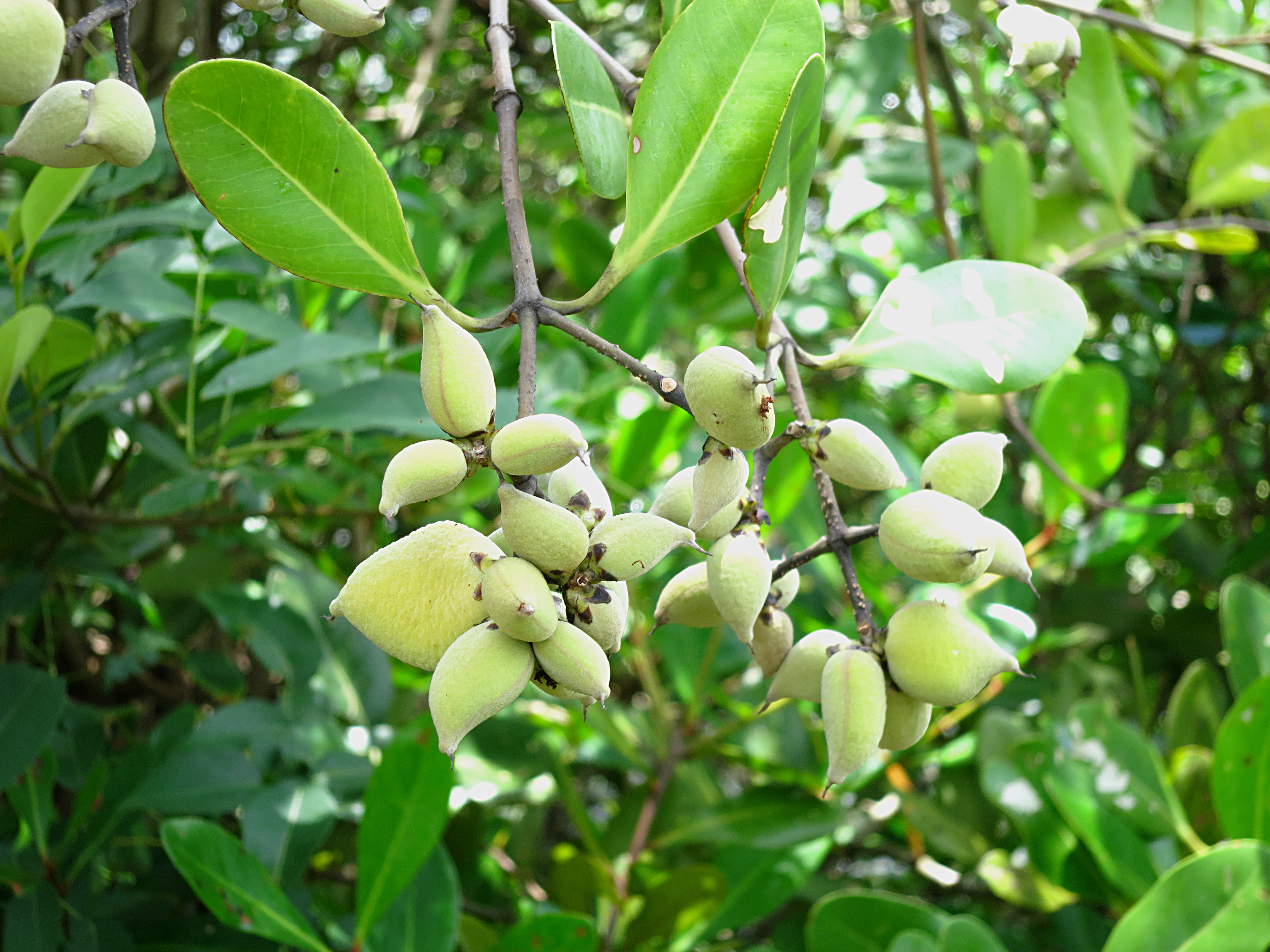
Frutos

## Descripción
El árbol joven forma una densa corona arbustiva baja. Cuando madura, se forma un árbol columnar de hasta 15 m de altura, y puede crecer hasta los 30 m. Las hojas son verdes brillantes, de 10 cm de largo por 5 cm de ancho, tienen redondeados sus vértices y marrón dorado el envés de la hoja y crecen opuestas. La flor, la más grande entre las especies de Avicennia tiene un diámetro de 6 a 10 mm cuando se expande. Es de color amarillo a amarillo limón o de color naranja. La corteza es lisa, verde sucia de color gris oscuro. Está ligeramente fisurada y no es escamosa. El fruto es de color verde o marrón, en forma de corazón que se reduce a un pico corto de 2,5 cm de largo o más.

## Distribución y hábitat
Avicennia officinalis se encuentra esporádicamente en las orillas de los ríos y rara vez se encuentra cerca del mar. Prefiere los suelos de arcilla y generalmente se encuentra en el interior.

## Taxonomía
Avicennia officinalis fue descrita por Carlos Linneo y publicado en Species Plantarum 1: 110. 1753.
Etimología
Avicennia: nombre genérico otorgado en honor del científico y filósofo persa Avicena.
officinalis: epíteto latino que significa "planta medicinal de venta en herbarios".
Sinonimia
- Avicennia obovata Griff.
- Avicennia oepata Buch.-Ham.
- Halodendrum thouarsii Roem. & Schult.
- Racka ovata Roem. & Schult.
- Racka torrida J.F.Gmel.[2]